# Boulaincourt
Boulaincourt és un municipi francès, situat al departament dels Vosges i a la regió del Gran Est. L'any 2007 tenia 63 habitants.

## Demografia

### Població
El 2007 la població de fet de Boulaincourt era de 63 persones. Hi havia 25 famílies, de les quals 4 eren unipersonals (4 homes vivint sols), 13 parelles sense fills i 8 parelles amb fills.
La població ha evolucionat segons el següent gràfic:
Habitants censats

### Habitatges
El 2007 hi havia 28 habitatges, 25 eren l'habitatge principal de la família, 2 eren segones residències i 1 estava desocupat. 27 eren cases i 1 era un apartament. Dels 25 habitatges principals, 22 estaven ocupats pels seus propietaris i 3 estaven cedits a títol gratuït; 1 tenia dues cambres, 2 en tenien tres, 5 en tenien quatre i 17 en tenien cinc o més. 23 habitatges disposaven pel capbaix d'una plaça de pàrquing. A 13 habitatges hi havia un automòbil i a 11 n'hi havia dos o més.

### Piràmide de població
La piràmide de població per edats i sexe el 2009 era:
| Homes | Edats   | Dones |
| ----- | ------- | ----- |
| 0     | 95 o +  | 0     |
| 0     | 90 a 94 | 0     |
| 0     | 85 a 89 | 0     |
| 0     | 80 a 84 | 0     |
| 0     | 75 a 79 | 0     |
| 0     | 70 a 74 | 0     |
| 0     | 65 a 69 | 0     |
| 4     | 60 a 64 | 4     |
| 0     | 55 a 59 | 0     |
| 0     | 50 a 54 | 0     |
| 0     | 45 a 49 | 0     |
| 0     | 40 a 44 | 0     |
| 4     | 35 a 39 | 0     |
| 4     | 30 a 34 | 4     |
| 4     | 25 a 29 | 4     |
| 4     | 20 a 24 | 0     |
| 0     | 15 a 19 | 0     |
| 0     | 10 a 14 | 4     |
| 0     | 5 a 9   | 0     |
| 4     | 0 a 4   | 4     |

## Economia
El 2007 la població en edat de treballar era de 36 persones, 28 eren actives i 8 eren inactives. De les 28 persones actives 27 estaven ocupades (16 homes i 11 dones) i 1 aturada (1 home). De les 8 persones inactives 2 estaven jubilades, 1 estava estudiant i 5 estaven classificades com a «altres inactius».
Activitats econòmiques
Dels 5 establiments que hi havia el 2007, 2 eren d'empreses de construcció i 3 d'empreses de serveis.
Dels 2 establiments de servei als particulars que hi havia el 2009, 1 era un paleta i 1 lampisteria.
L'any 2000 a Boulaincourt hi havia 5 explotacions agrícoles.

## Poblacions més properes
El següent diagrama mostra les poblacions més properes.